# Kalkwerk Oberscheibe

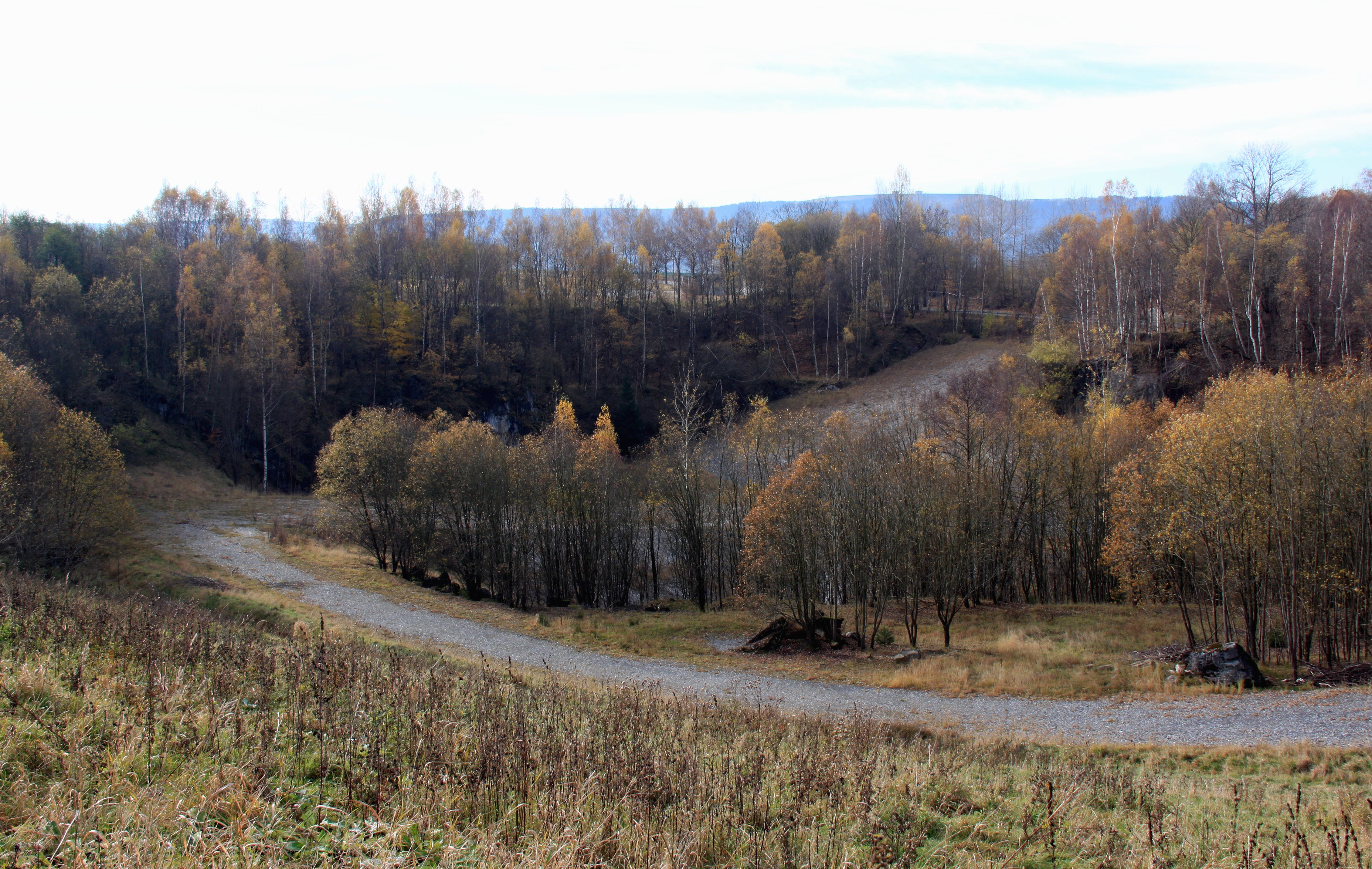
Blick in den verwahrten Kalkbruch Oberscheibe

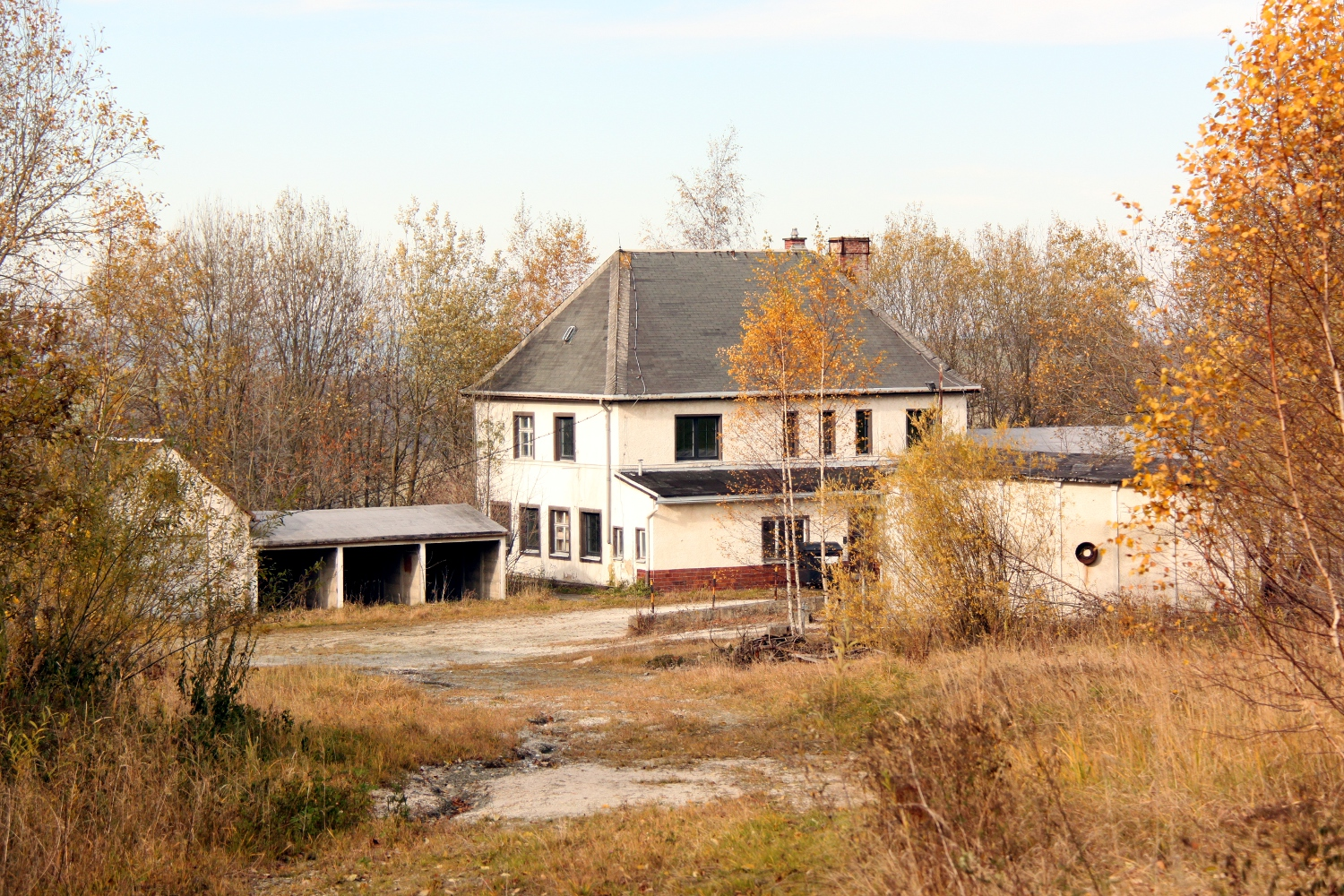
Gebäude am Kalkbruch

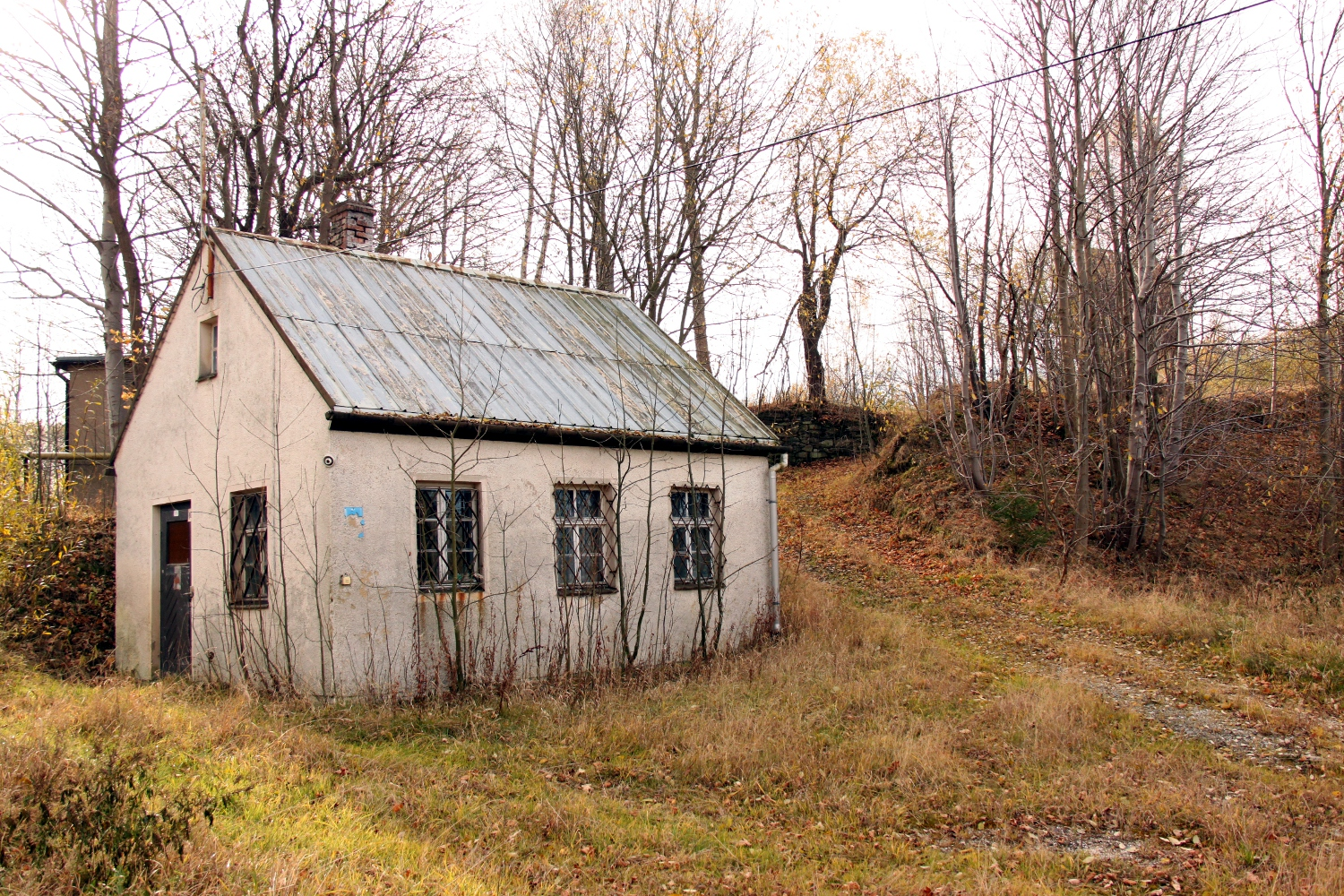
Gebäude am Kalkbruch

Das Kalkwerk Oberscheibe war ein Kalk-Bergwerk südlich der sächsischen Stadt Scheibenberg im Erzgebirge.

## Geschichte

### Abbau
Die erste urkundliche Erwähnung datiert von 1630 mit der Nennung eines Kalkofens. Laut dem Scheibenberger Pfarrer und Chronisten Christian Lehmann konnte Ausgang des 17. Jahrhunderts wegen Holzmangels kein Kalkabbau betrieben werden:

„Am Schwarzwasser und seinen Einfällen liegen 2 Kalck-Brüche, der eine über dem Ursprung und Quell des Marckers-Bachs auff der Ober-Scheibner, welcher aber nur ein Trum vom Crotendörffer Hauptgang ist, und wegen Mangel des Holtzes liegen blieben, soll zu Marmor versparet werden“

Der Abbau über Tage verstärkte sich ab 1770. 1778 wird die Branntkalkherstellung genannt, 1853 auch Lehmabbau und Ziegelbrennerei. Daneben wurden die Eisenhammerwerke der Umgebung wie z. B. der Obermittweidaer Hammer mit Kalk als Flößmittel beliefert. Laut August Schumann wurden hier im ersten Drittel des 19. Jahrhunderts jährlich über 1000 Fässer Kalk gewonnen.
In der Scheibenberger Chronik von Carl Benjamin Dietrich wird dieses Kalklager 1855 wie folgt gewürdigt:

„Am Scheibenberge befindet sich ein mächtiges Kalksteinlager, dessen schon in den ältesten Urkunden gedacht wird, gegenwärtig Eigenthum der verwitweten Madame Gottschald allhier, welches bergmännisch betrieben wird. In 2 Oefen wird der marmorartige hier gebrochne Stein zu Kalk gebrannt. Das Wohnhaus des Brenners, das Lagerhaus und ein Ofen sind d. Z. neu. Dieses Kalksteinlager läuft vom Brünnlaß südwärts durch den Scheibenberger Wald, zwischen Oberscheibe und dem Scheibenberg hindurch längst der Westseite von Crottendorf hinauf, wendet sich dann nach dem Zschopau- und Sehma-Thale nach Neudorf, Rothsehma und reicht bis Bärenslohe bei Wiesenthal, wo überall Kalkbrüche und Kalkbrennereien sind. In Crottendorf wird dieser Stein auch künstlich bearbeitet.“

1857 wurde ein Rüdersdorfer Ofen errichtet. Im gleichen Jahr ging das Werk in Besitz des sächsischen Staates über. 1867 wurde ein Wasserlösungsstollen aufgefahren, 1884 begann die Schachtförderung und zwei Jahre darauf eine 8 PS-Dampfmaschine zur Wasserhebung installiert. 1926 wurde der 38 Meter tiefe „Andreasschacht“ als Schrägstollen zum Tagebruch geteuft, 1931 eine Zementkalkanlage errichtet. 1938 wurde der „Wilhelmschacht“ zur Wasserhebung geteuft. 1941/42 wurde eine erste Kabelkrananlage installiert, die jedoch 1945 als Reparationsleistung wieder demontiert wurde. 1944 wütete ein Großfeuer in den Anlagen. 1964 wurde das Werk volkseigen und im gleichen Jahr der Tagebaubetrieb eingestellt sowie gleichzeitig der Abbau auf der 3. Sohle verstärkt. 1965 beschäftigte das Werk 45 Arbeiter. 1973 wurde das Kalkbrennen eingestellt, eine neue Split- und Terrazzoanlage in Betrieb genommen.
Die Heterogenität der Lagerstätte und ihr geringer Weißgrad ließen nach 1990 erfolgter Einschätzung zu dieser Zeit und in naher Zukunft keine Perspektive auf ein verkaufsfähiges Endprodukt für den mitteleuropäischen Markt, wonach trotz reichlich vorhandener Marmorvorräte die Stilllegung erfolgte.
Im August 1990 wurden die Gewinnungsarbeiten endgültig eingestellt, im Oktober folgte die Schließung der Aufbereitung.
Von 1990 bis 1992 firmierte das Werk als „Erzgebirgische Kalkwerke GmbH“, seit 1992 gehört es zur „GEOMIN Erzgebirgische Kalkwerke GmbH“ mit Sitz in Lengefeld.

### Sanierung
Seit etwa 1930 kam es in der Lagerstätte mehrfach zu Böschungsrutschungen und Karstdurchbrüchen bis zur Erdoberfläche. Ein unkontrollierter Wasseranstieg im seit 1990 stillgelegten Grubengelände hätte zu umfangreichen und unkontrollierten Umweltschäden geführt. Daher wurden nach Bundesberggesetz beginnend ab 1995 umfangreiche Verwahrarbeiten durchgeführt.
1996 wurde die 5. Sohle geflutet. 2003 fanden die Sanierungen auf der 4. Sohle ihren Abschluss, anschließend erfolgte die Flutung. Die Karsthohlräume der Lagerstätte wurden hierzu mit einem Versatz aus Braunkohlenfilterasche aus dem Wärmekraftwerk Chemnitz, Papierasche und Wasser verschlossen. Der am Ort gemischte Versatzstoff wurde mittels einer Rohrleitung in die Hohlräume gepumpt. 2004 waren von den fünf Tiefbausohlen bereits zwei geflutet und die Versatzarbeiten auf der 4. Sohle weitergeführt. 2005 wurden vorbereitende Maßnahmen für die Verfüllung des Tagebruchs getroffen. 2006 wurde das Einbringen von Versatz auf der 3. Sohle beendet und die Teilverfüllung des Tagebruchs begonnen. 2007 konnte die Verwahrung der untertägigen Grubenräume abgeschlossen werden, die Versatzarbeiten auf der 2. und 1. Sohle wurden zuvor beendet. Anschließend erfolgte die Flutung beginnend ab der 3. Sohle, welche bis 2009 und dem Erreichen des natürlichen Ruhewasserpegels bei 662 m ü. NN fortgesetzt wurde.
Nach Abschluss der Sanierungsarbeiten kann sich aus dem teilverfüllten Tagebruch als Bergbaufolgelandschaft ein Biotop für kalkliebende Flora und Fauna entwickeln. In Analogie zum  Kalkwerk Lengefeld sollen Reste des Tagebruchs als Geotop erhalten und zugänglich bleiben. Das nach Abriss der Tagesgebäude einzig verbliebene Fördermaschinenhaus des Andreasschachtes von 1926 vervollständigt das Industriedenkmals-Ensemble.

## Fördermenge und Erzeugnisse
Bis 1974 wurde vorwiegend Branntkalk für Bau- und Düngezwecke erzeugt, daneben wurde auch Rohstein an Eisen- und Stahlwerke sowie die Zellstoffindustrie abgesetzt. Ab 1974 folgten die Erzeugung von Karbonatsplitten und Terrazzo.
Um 1820 wird die Fördermenge mit ca. 1000 Fässern Kalk angegeben. Die verwertbare Förderung betrug 1898 ca. 3.700 Tonnen, 1944 ca. 25.000 Tonnen und 1975 ca. 66.000 Tonnen. Nach Schätzungen betrug die Gesamtförderung auf dieser Lagerstätte 2,9 Mio. Tonnen.